# Anastatus dodone
Anastatus dodone är en stekelart som först beskrevs av Walker 1839.  Anastatus dodone ingår i släktet Anastatus och familjen hoppglanssteklar. Inga underarter finns listade i Catalogue of Life.